# Sveriges långa historia
Sveriges långa historia är en fackbok, ett översiktsverk, som behandlar Sveriges historia. Boken författades av Jonathan Lindström och gavs ut på Norstedts den 14 mars 2022. Bokens formgavs av Miroslav Sokcic.
I boken har författaren bland annat sökt återskapa samhällsbildningar sedan bronsåldern,:8m52s och beskriver "en första globalisering".:9m4s